# Abu Dhabi Golf Club

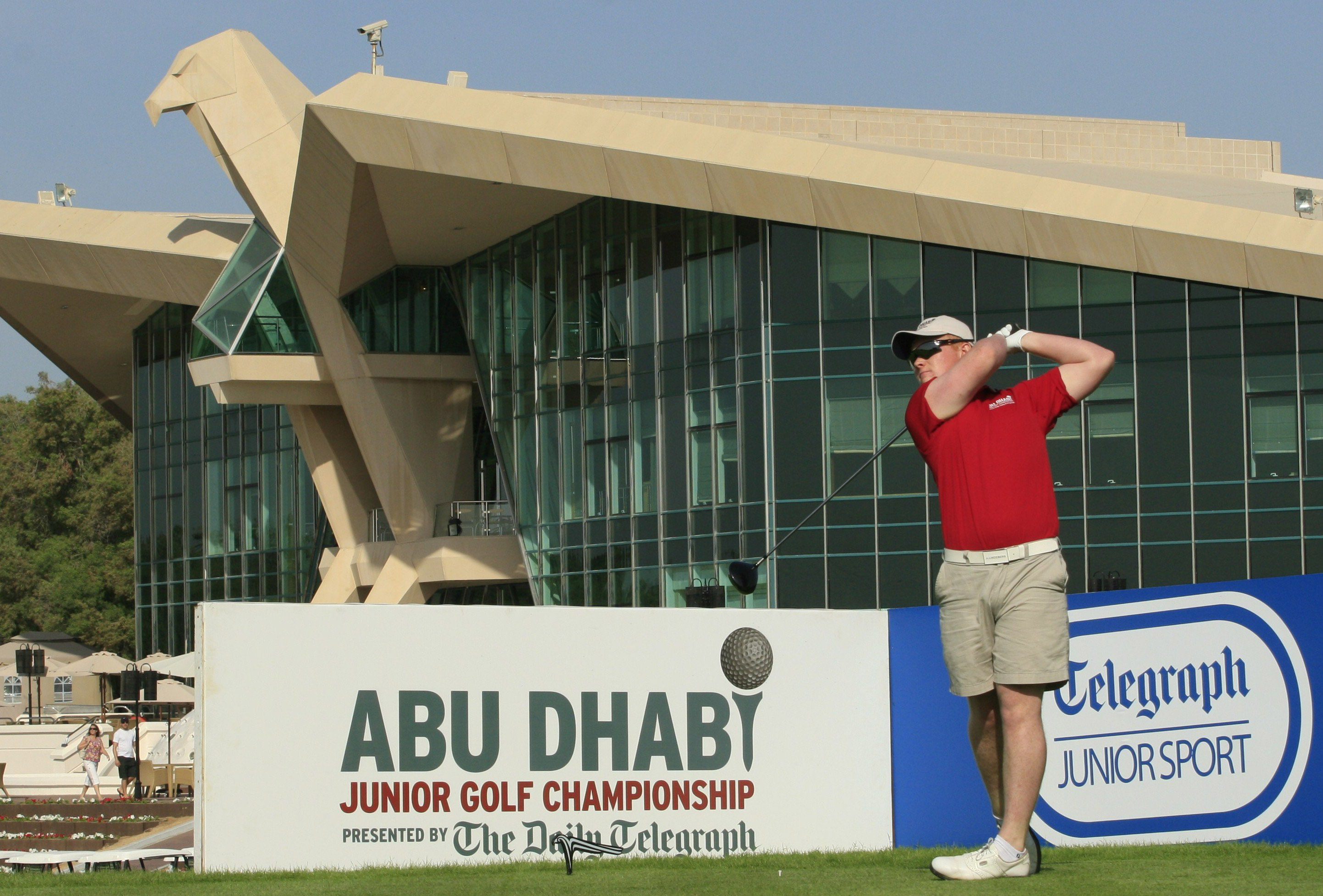
Clubhuis in de vorm van een adelaar

De Abu Dhabi Golf Club is een golfclub in Abu Dhabi. De club beschikt over de nationale golfbaan, en valt onder Troon Golf.
De golfbaan met 27 holes heeft een glooiend landschap met palmbomen en zes zoutwatermeren. De bouw van de door Peter Harradine ontworpen golfbaan startte in 1995. In 1998 werd de baan geopend; in 2008 kwam er een uitbreiding met oefenfaciliteiten.
Boven de ingang van het clubhuis is een grote adelaar. Sinds 1971 is de adelaar het symbool van de Verenigde Arabische Emiraten. Zijn uitgespreide vleugels vormen het dak van het gebouw. Op de trofee van het Abu Dhabi Championship staat eveneens een adelaar.

## Europese Tour
Op de kalender van de Europese PGA Tour, die van december tot eind november loopt, staan rond de jaarwisseling eerst vier toernooien in Zuid-Afrika en daarna drie toernooien in de Verenigde Arabische Emiraten en Qatar. Het begint eind januari met het Abu Dhabi Golfkampioenschap, dan volgen de Qatar Masters en de Dubai Desert Classic. Het Abu Dhabi Championship is hier in 2006 aan toegevoegd.
In 2021 werd aangekondigd dat het Abu Dhabi Championship vanaf 2022 gaat plaatsvinden op Yas.